# 麦芽糖结合蛋白
麦芽糖结合蛋白（英語：Maltose-Binding Protein，MBP）是大肠杆菌麦芽糖/麥芽糊精系统的一部分，这是个复杂的调控与转运系统，涉及多种蛋白质与蛋白复合物，负责麥芽糊精的摄取与分解代谢。MBP的分子量约为42.5千道尔顿。

## 用途
MBP用于增加大肠杆菌表达系统中重组蛋白的溶解度。先将目的蛋白与MBP重组为融合蛋白質，阻止目的蛋白的聚集（MBP增加溶解度的机理目前还不清楚）。接下来，MBP本身可以作为亲和层析的蛋白标签，用于融合蛋白的纯化（MBP融合蛋白可结合在直鏈澱粉柱上，而其它蛋白流穿出来，再用麦芽糖将融合蛋白洗脱下来）。在之后可将纯化后的融合蛋白用蛋白酶切割，得到目的蛋白与MBP两个片段。最后用离子交换层析将目的蛋白与MBP分离开来。